# Chris Pontius (Jackass)
Ne doit pas être confondu avec Chris Pontius, joueur de soccer américain
Chris Pontius surnommé aussi Partyboy, Chief Roberts, Garbage man, Roller Bobby, Mister America ou Bunny the Life Guard est né à Pasadena, en Californie le 16 juillet 1974. Il est un des membres du groupe Jackass.

## Biographie
Chris a grandi dans le ranch familial à San Luis Obispo en Californie. Ses talents de skateur lui valent une première apparition dans le numéro 2 de Big Brother Magazine. Dans le numéro 8 Chris apparaît nu en public alors qu'il a encore moins de 18 ans. Pour le numéro suivant, il écrit un article intitulé « 18 ways to be an asshole », traduisez « 18 façons d'être un trou du cul ». Après s'être éloigné de Big Brother, Chris alla de job en job puis rejoint finalement l'éditeur de Big Brother, Jeff Tremaine, afin d'incorporer l'équipe de Jackass en 2000. 

## Personnages
Chris Pontius ou autres surnoms : Party Boy, Bunny the LifeGuard, et plein d'autres personnages délirants.
Chris Pontius aime les déguisements, mais ce qu'il préfère, c'est de se montrer nu, ou presque nu. Il aime jouer le rôle de plusieurs personnages, comme Party Boy, un gars qui, dès qu'il entend de la musique, se met à danser n'importe comment en se déshabillant, ou encore Bunny the Lifeguard, un lapin garde du corps (Chris Pontius a seulement un string, des oreilles de lapin et un soutien gorge). Il a posé pour faire des photos de nu et les a envoyées à PlayGirl, le PlayBoy féminin, mais il n'a malheureusement pas été accepté.

## Actualités
Après Jackass, Chris a commencé une nouvelle série nommée WildBoyz (Les Garçons Sauvages) dans laquelle il part à la rencontre d'animaux sauvages accompagné de Steve-O afin de se mesurer à eux. La 4e saison fut diffusé en 2006 sur MTV 2 et fut traduite sur musique plus.
En 2011, on le voit en second rôle important dans le film de Sofia Coppola, Somewhere.
- Notices d'autorité :   - VIAF
  - ISNI
  - BnF (données)
  - LCCN
  - Pologne
  - WorldCat